# Урал-тау (сорт яблони)
«Урал-тау» — колонновидный сорт яблони домашней.

## Происхождение
Сорт яблони «Урал-тау» выведен в 2009 году селекционерами Башкирского государственного аграрного университета Г. А. Мансуровым и З. Х. Шигаповым методом половой гибридизации сортов «Сеянец Титовки» и «Арбат». 

## Распространение
Сорт районирован в Башкортостане. Допущен к использованию в Башкортостане в 2009 году, где выращивают в предуральской степной зоне.

## Характеристика сорта
Дерево сорта полукарликовое, высотой около 3 м, с пирамидальной кроной диаметром  40—50 см. 
Имеет средней толщины или толстые побеги с красноватым оттенком. Листья удлинённо-овальные, опушённые. Плоды средней величины, массой 80—90 г, овально-конические, красные со светлыми полосками. 
Кожица плодов гладкая, маслянистая. Мякоть желтоватая, мелкозернистая, кисло-сладкого вкуса. Созревает в середине сентября, готовы к потреблению с ноября и до конца марта. 
Содержание сухого вещества — 14,5%, сахаров — 10,1%, витамина C — 6,8 мг%. 
Сорт зимостойкий, устойчив к парше. Урожайность составляет около 800 ц/га. 